# Grande Indonesia

Mappa della Grande Indonesia, che include l'Indonesia, la Malaysia, il Brunei, Singapore e il Timor Est.

La Grande Indonesia o Grande Malesia, in indonesiano e in malese Indonesia Raya e Melayu Raya, è un concetto politico che tenta di riunire la presunta Etnia malese unendo gli antichi territori britannici della Malesia Britannica, il Sarawak, il Borneo del Nord e il Brunei con le Indie Orientali olandesi. Questa idea fu adottata da alcuni studenti dell'Universiti Pendidikan Sultan Idris alla fine degli anni venti e dagli abitanti di Giava e di Sumatra, oltre a Sukarno negli anni cinquanta.. Indonesia Raya ("Grande Indonesia") è anche il nome dell'inno nazionale dell'Indonesia.

## Sviluppo dell'idea durante il periodo coloniale
L'unione pan-malese è basata sulla comprensione della similitudine della razza e una lingua, religione e cultura comune nei gruppi etnici del Mondo malese. L'antico concetto del Nusantara (termine con la quale gli indonesiani definiscono il proprio arcipelago) avanza una tesi storica secondo la quale i territori della Malesia Britannica, del Borneo del Nord e delle Indie Orientali olandesi fossero stati in alcuni casi già uniti alla stessa Nusantara, da imperi autoctoni come Srivijaya, Majapahit, il Sultanato di Malacca e il Sultanato di Johor-Riau.
Alla fine degli anni venti, l'idea di formare una nuova nazione indipendente nacque dalle persone delle Indie Orientali olandesi, nello specifico dai pribumi istruiti (autoctoni indonesiani). Nella Penisola Malese, l'idea di una Grande Malesia fu proposta. Nelle Indie Orientali britanniche, i giovani attivisti indonesiani erano più interessati dall'idea di formare un'Indonesia indipendente. Nel 1928, il Sumpah Pemuda fu dichiarato a Giacarta da alcuni giovani attivisti nazionalisti che proclamarono tre ideali: una Patria, una Nazione e una Lingua unica.
Il gruppo nazionalista malese Kesatuan Melayu Muda, fondato nel 1938 da Ibrahim Hj Yaacob, è una delle entità più importanti ad aver adottato questo concetto come obiettivo.

## Seconda guerra mondiale
Durante la seconda guerra mondiale, una Grande Indonesia ha collaborato con il Giappone contro il Regno Unito e i Paesi Bassi. Questa cooperazione era nata sulla speranza che il Giappone fondesse le Indie Orientali, la Malesia e il Borneo e donasse loro l'indipendenza. Questi adepti conclusero che sotto l'occupazione giapponese di questa regione, la formazione di una Grande Indonesia sarebbe stata possibile. Nel luglio del 1945, il KRIS (Kesatuan Rakyat Indonesia Semenanjung) o l'Unione popolare della penisola indonesiana, il cui nome sarebbe stato in seguito cambiato in "Kekuatan Rakyat Indonesia Istimewa" (Forze speciali popolari indonesiane) nacque nella Malesia Britannica sotto l'impulso di Ibrahim Yaacob e del dottor Burhanuddin Al-Hemy con l'obiettivo dell'indipendenza dal Regno Unito e la fusione con l'Indonesia. Questo piano fu consultato con Sukarno e Hatta.
Il 12 agosto 1945, Ibrahim Yaacob incontra di nuovo Sukarno, Hatta e il dottor Radjiman a Taiping, nel Perak. Sukarno arriva dall'aeroporto cittadino con il suo volo da Saigon verso Giacarta. Precedentemente, Sukarno fu convocato da Hisaichi Terauchi a Da Lat per discutere dell'indipendenza dell'Indonesia e per ricevere delle direttive da Terauchi, ovvero che il Giappone autorizzò la stessa indipendenza. Durante l'incontro, Yaacob avanza la sua idea di unire la penisola malese all'Indonesia. Proprio durante questo breve incontro che Sukarno, insieme a Hatta, hanno serrato la mano di Ibrahim Yaacob e hanno dichiarato di formare una sola nazione per tutti i popoli della regione.
Tuttavia, il 15 agosto 1945, Hirohito dichiara la resa del Giappone via radio. L'Indonesia dichiara la propria indipendenza il 17 agosto dello stesso anno. Accusato di aver collaborato con il Giappone, il 19 agosto Yaacob si invola verso Giacarta con un aereo militare giapponese per cercare rifugio con sua moglie Mariatun Haji Siraj oltre ai suoi suoceri Onan Haji Siraj et Hassan Manan. Ibrahim Yaacob, che si è battuto per l'unione della penisola malese all'Indonesia, ha risieduto a Giacarta fino alla sua morten nel 1979. Con la caduta del Giappone nell'agosto del 1945, tutte le idee di unione tra l'Indonesia e la Malesia furono abbandonate.
Dopo la dichiarazione d'indipendenza dell'Indonesia, attraverso la rivoluzione tra il 1945 e il 1949, l'arcipelago ottenne alla fine la riconoscenza internazionale e la propria indipendenza dei Paesi Bassi. Dall'altra parte dello stretto, la penisola malese restò ancora praticamente sotto il controllo del Regno Unito.

## Confronto e ideale della Grande Indonesia
Dopo la fine della Seconda guerra mondiale, l'idea di una Grande Indonesia non è stata più all'ordine del giorno per oltre dieci anni. Verso la fine degli anni '50, Sukarno si è fortemente opposto all'iniziativa di decolonizzazione britannica che avrebbe portato alla formazione della Malaysia che avrebbe incluso la Penisola Malese e il Borneo del Nord. Le relazioni politiche tenui hanno portato al Konfrontasi all'inizio degli anni sessanta, che fu una guerra non-dichiarata con alcune battaglie sui confini e delle invasioni nei territori del Borneo. Sukarno accusò la Malesia di essere uno Stato fantoccio del Regno Unito per ristabilire il neocolonialismo nel Sud-Est Asiatico e impedire le intenzioni indonesiane di un'egemonia regionale. Tuttavia, secondo un'altra analisi, la campagna di Sukarno contro la formazione della Malesia aveva come obiettivo riunire la penisola e il Borneo del Nord con l'Indonesia.
Alla fine del 1965, l'avvento del Movimento 30 settembre in Indonesia causò la perdita del potere di Sukarno e l'arrivo del generale Suharto al potere in Indonesia. A causa dei conflitti interni, l'Indonesia perde il suo interesse a conservare una politica ostile nei confronti della Malesia e la guerra finì lì. Il 28 maggio 1966, una conferenza tenuta a Bangkok ufficializzò gli accordi tra la Federazione della Malesia e la Repubblica d'Indonesia per terminare il conflitto. Le ostilità cessarono a giugno e il trattato fu firmato l'11 agosto, anche se fu riconosciuto ufficialmente solo dieci anni dopo. Con questi accordi, l'Indonesia e la Malesia accettarono di essere due Stati differenti e riconobbero l'indipendenza e la sovranità l'una dell'altra.
Dopo l'accordo, l'Indonesia si occupò dei suoi problemi nel costruire un'economia che restasse unita malgrado fosse una nazione multietnica e diversificata. Il risultato fu che durante il mandato di Suharto, la liberà e la democrazia furono sacrificate in nome della stabilità e dell'unità nazionale. Nel 1975, l'Indonesia annesse l'ex-colonia portoghese del Timor Est che ottenne l'indipendenza effettiva solo nel 1999. L'Indonesia soffrì da subito di diversi problemi, dalla crisi economica ai movimenti indipendentisti nell'Aceh e nella Papua Occidentale, passando per i problemi di terrorismo. I vari governi furono più interessati a definirsi come un'Indonesia che tentava di sviluppare un sentimento nazionale, definendosi come una nazione multietnica (così definita da Bhinneka Tunggal Ika: Unità nella diversità) sotto la Pancasila come ideologia nazionale con delle rivendicazioni territoriali solamente da Sabang nell'Aceh fino a Merauke nella Papua Occidentale. Come la più grande nazione del Sud-Est Asiatico, l'Indonesia sembra soddisfatta nel conservare le proprie ambizioni assumendo il ruolo di "capo" all'interno dell'Associazione delle nazioni del Sud-Est Asiatico.
Dall'altro lato, la Malesia ebbe dei problemi nella formazione della nazione per cause interrazziali, in particolare tra la maggioranza malese le minoranze cinesi e indiane; il problema è ancora presente nell'attuale politica malese. I problemi razziali e i disaccordi sulla cittadinanza e i privilegi tra i Bumiputra e i cinesi e gli indiani della Malesia hanno poi causato la separazione di Singapore dalla Malesia alla fine degli anni '60. Nel Borneo del Nord, il Regno del Brunei ha deciso di non seguire il Sarawak e il Sabah nel riunirsi con la Malesia e il Brunei restò sotto controllo britannico fino al 1984. Come ogni paese occupato con i rispettivi problemi, l'idea di un'unione tra le due entità chiamata Grande Malesia o Grande Indonesia è scomparsa, malgrado sia rimasta un'idea irredentista.